# 多瑙高原
多瑙高原（Danube Planum）是木卫一南半球一处断裂的台地，位于木卫一后半球南纬22.73°、西经257.44°处，幅员244.22平方公里，高5.5公里。
该高原被一道宽15至25公里，呈东北-西南走向的裂谷一分为二，将高原主要分为东西两座山，另在裂谷南端又有另外数座碎高地。环高原外缘分布着一系列2.6到3.4公里高的断崖，沿多瑙高原西半部山底，可看到滑坡沉积造成的大量堆积物，两座被称为“火山口”的火山洼地坐落在高原的南北两端，其中位于北端的佩莱火山口是木卫一上最活跃的火山之一，帮助形成多瑙高原的断层之一也可能构成了上升到佩莱火山口表面的岩浆通道。
1985年，国际天文联合会正式以“多瑙河”之名命名了该平顶山，多瑙河是神话中的伊娥在漂泊期间所经过的众多地方之一。